# Opérateur de Casimir
Pour les articles homonymes, voir Casimir.
En mathématiques, et plus spécifiquement en algèbre, l'opérateur de Casimir est un opérateur particulier. Plus précisément, étant donné une algèbre de Lie munie d'une forme bilinéaire non-dégénérée et invariante, et une représentation de dimension finie, l'opérateur de Casimir est une application linéaire continue particulière sur l'espace vectoriel de la représentation. Cet opérateur commute avec la représentation. Pour l'algèbre de Lie et la représentation étudiées, cet opérateur joue le rôle du laplacien.
Il y a un opérateur de Casimir par représentation, mais il n'y a qu'un opérateur de Casimir pour l'algèbre enveloppante de l'algèbre de Lie. Il n'y a pas de procédure générale pour déterminer les opérateurs de Casimir associés à une algèbre de Lie quelconque, comme il n'y a pas de procédure générale pour déterminer toutes ses représentations, toutefois, le théorème de Racah permet d'en déterminer le nombre (fini ou non) et le rang de chacune.
En mathématiques, l'opérateur de Casimir a aidé à déterminer les représentations irréductibles d'une algèbre et d'un groupe de Lie, ainsi que les algèbres et groupes de Lie simples. En physique quantique, l'opérateur de Casimir a aidé à mieux connaitre les opérateurs agissant sur la fonction d'onde, et les invariants associés qui sont des nombres quantiques : la masse, le spin, l'isospin en sont des exemples.
L'opérateur de Casimir doit son nom à Hendrik Casimir, son découvreur pour le groupe de Lorentz au début des années 1930.

## Formes bilinéaires non-dégénérées et invariantes
Soit {\displaystyle {\mathfrak {g}}} une algèbre de Lie, {\displaystyle \mathrm {B} (~,~)} une forme bilinéaire non-dégénérée invariante associée à l'algèbre. L'invariance de {\displaystyle \mathrm {B} (~,~)} est l'invariance par la représentation adjointe {\displaystyle \ ad_{X}(Y)=[X,Y]}

ou encore 
Dans le cas d'une algèbre de Lie associée à un groupe de Lie connexe {\displaystyle G}, on démontre (par différentiation) que cette invariance est équivalente à l'invariance par l'action {\displaystyle \ Ad_{g}(X)=g.X.g^{-1}} du groupe sur son algèbre :
Exemples
- Sur une algèbre de Lie semi-simple, une forme utilisable est la forme de Killing.
- Sur l'algèbre de Lie associée à un groupe de Lie compact {\displaystyle G}, il existe une forme bilinéaire non-dégénérée et invariante construite à l'aide de la mesure de Haar {\displaystyle \ \mu } du groupe : en utilisant un produit scalaire {\displaystyle (~|~)_{0}} non-trivial sur {\displaystyle {\mathfrak {g}}}, le produit scalaire suivant convient {\displaystyle \left(X|Y\right)=\int _{G}\left(g.X.g^{-1}|g.Y.g^{-1}\right)_{0}.\mu (dg)}
- Sur une sous-algèbre de Lie {\displaystyle {\mathfrak {g}}} de {\displaystyle \mathbb {M} (n,\mathbb {R} )} telle que {\displaystyle X\in {\mathfrak {g}}\Rightarrow X^{T}\in {\mathfrak {g}}}, où {\displaystyle \ X^{T}} est la matrice adjointe, on peut prendre {\displaystyle B\left(X,Y\right)=tr\left(XY\right)}.

## Définitions
Soit {\displaystyle \ (\rho ,V)} une représentation de l'algèbre de Lie {\displaystyle {\mathfrak {g}}}: {\displaystyle \rho :{\mathfrak {g}}\to GL(V)}.
Première définition : Soit {\displaystyle \ \{X_{i}/i=1,...,n\}} une base de {\displaystyle {\mathfrak {g}}}, et on note {\displaystyle \ \{X^{i}/i=1,...,n\}} la base duale : {\displaystyle \ \mathrm {B} (X^{i},X_{j})=\delta _{i,j}}.
L'opérateur de Casimir est défini par :
{\displaystyle \Omega _{\rho }=\sum _{i=1}^{n}\rho \left(X^{i}\right)\rho \left(X_{i}\right)}
Une deuxième définition, qui n'utilise pas explicitement de la base duale tout en l'introduisant sans le dire, est :
en posant {\displaystyle \ g_{ij}=B(X_{i},X_{j})}, et {\displaystyle \left(g^{ij}\right)=\left(g_{ij}\right)^{-1}} la matrice inverse, l'opérateur de Casimir est défini par :
{\displaystyle \Omega _{\rho }=\sum _{i,j=1}^{n}g^{ij}\rho \left(X_{i}\right)\rho \left(X_{j}\right)}
Une troisième définition introduit d'abord l'opérateur de Casimir {\displaystyle \ \Omega } de l'algèbre enveloppante de l'algèbre de Lie, permettant ensuite d'introduire l'opérateur {\displaystyle \Omega _{\rho }} associé à la représentation {\displaystyle \ (\rho ,V)}.
Dans ce cas, l'opérateur de Casimir est défini par :
{\displaystyle \Omega =\sum _{i=1}^{n}X^{i}X_{i}}
et on retrouve l'opérateur associé à la représentation {\displaystyle \ (\rho ,V)} en prenant {\displaystyle \Omega _{\rho }=\rho \left(\Omega \right)}.

## Propriétés
- Indépendance vis-à-vis de la base utilisée : si {\displaystyle \ \{Y_{i}/i=1,...,n\}} est une autre base de {\displaystyle {\mathfrak {g}}}, alors {\displaystyle \Omega _{\rho }=\sum _{i=1}^{n}\rho \left(X^{i}\right)\rho \left(X_{i}\right)=\sum _{i=1}^{n}\rho \left(Y^{i}\right)\rho \left(Y_{i}\right)}, ce que l'on montre en utilisant la matrice de changement de base.
- Commutation avec la représentation : on sait que par définition {\displaystyle \rho :{\mathfrak {g}}\to L_{\mathbb {C} }(V)} est un morphisme d'algèbres de Lie, et que {\displaystyle \Omega _{\rho }=\sum _{i=1}^{n}\rho \left(X^{i}\right)\rho \left(X_{i}\right)\in L_{\mathbb {C} }(V)}. Quelques calculs algébriques montrent que {\displaystyle \forall X\in {\mathfrak {g}}\,,} {\displaystyle \left[\Omega _{\rho },\rho (X)\right]=0}
- Si {\displaystyle \ (\rho ,V)} est une représentation {\displaystyle \mathbb {C} }-linéaire et irréductible de {\displaystyle {\mathfrak {g}}}, alors le lemme de Schur permet de conclure qu'il existe {\displaystyle \kappa _{\rho }\in \mathbb {C} } tel que {\displaystyle \ \Omega _{\rho }=-\kappa _{\rho }\cdot {\text{Id}}}. Ce nombre {\displaystyle \ \kappa _{\rho }} est, en physique, le nombre quantique associé à l'opérateur de Casimir agissant sur la fonction d'onde.

## Exemples
- Les opérateurs de Casimir du groupe de Lorentz permettent de dégager deux nombres quantiques : la masse et le spin. Il y a une infinité de valeurs pour le spin, et chacune vient d'une représentation irréductible.
- L'algèbre de Lie {\displaystyle {\mathfrak {su}}(3)}, algèbre du groupe {\displaystyle \ SU(3)}, permet de dégager les nombres quantiques isospin, étrangeté et charge électrique.